# 安启洪
安启洪（1952年—），辽宁沈阳人，汉族，中华人民共和国政治人物、第十一届全国人民代表大会重庆地区代表。
毕业于清华大学放射性化工专业，是中共党员。担任重庆化医控股(集团)公司董事长。2008年起担任全国人大代表。